# Eymet
Eymet település Franciaországban, Dordogne megyében. Lakosainak száma 2553 fő (2022. január 1.). Eymet Fonroque, Bourgougnague, Agnac, Lauzun, La Sauvetat-du-Dropt, Soumensac, Saint-Julien-Innocence-Eulalie és Serres-et-Montguyard községekkel határos.

## Népesség
A település népességének változása:
| Lakosok száma | 2010 | 2880 | 2769 | 2541 | 2639 | 2662 | 2630 | 2564 | 2547 | 2553 |
|               | 1968 | 1982 | 1990 | 2006 | 2013 | 2015 | 2017 | 2019 | 2020 | 2022 |